# 9K32 Strela-2
9K32 Strela-2 (v kódu NATO SA-7 Grail) je sovětský přenosný z ramene odpalovaný protiletadlový raketový komplet velmi krátkého dosahu s vysoce explozivní bojovou hlavicí a infračerveným pasivním naváděním. Systém byl vyvinut pro protivzdušnou obranu pozemních vojsk na úrovni praporu. Jeho pozdějším nástupcem se stal komplet 9K38 Igla.
Vývoj systému Strela byl zahájen v roce 1960 v reakci na americký komplet FIM-43 Redeye, v polovině 60. let se ukázalo, že vývoj střely pokračuje správným směrem a projekt byl rozdělen na větší mobilní systém protivzdušné obrany 9K31 Strela-1 a lehčí nesený 9K32 Strela-2. Do výzbroje sovětské armády byl komplet Strela-2 přijat v roce 1968, v roce 1970 ho následovala vylepšená varianta 9K32M Strela 2M a o čtyři roky později ještě rozsáhle modernizovaná 9K34 Strela-3 (v kódu NATO SA-14 Gremlin). Komplet byl široce využíván všemi vojsky sovětské armády a jeho výroba probíhala i v dalších zemích. Komplety Strela 2/3 byly nasazeny v celé řadě konfliktů.
Účinnost Strely-2 na bojišti je ale diskutabilní, naváděcí systém střely zmatou i běžné světlice a její hlavice (původně 340 g TNT, pak silnější plnivo) je příliš malá na to, aby spolehlivě zničila bitevní letadla jako je Su-25 či A-10 Warthog.